# Martin Kabuya
 (mai 2023).
Pour les articles homonymes, voir Kabuya.
Martin Kabuya Mulamba Kabitanga, né le 7 juillet 1970 à Kananga (dans l’actuelle province du Kasaï-Central), est un homme politique congolais.

## Biographie

### Jeunesse et études
Martin Kabuya est né à Kananga, chef-lieu du Kasaï central, en juillet 1970. C’est dans sa province d’origine qu’il effectue ses études primaires et secondaires jusqu’à l’obtention de son diplôme d’État en Pédagogie générale, à l’Institut de Dimbelenge, en 1990.
En 1991, il s’inscrit à l’Université de Lubumbashi et ressort 7 ans plus tard avec un diplôme de Licence en Sciences politiques et administratives. Entre 2000 et 2004, il a suivi des formations aux Universités de Toronto et d’Otawa ainsi qu'à la York University, toutes au Canada.
Martin Kabuya est, depuis 2018, Breveté en Stratégie et questions de défense et sécurité au Collège des Hautes études en Stratégie et Défense de Kinshasa (CHESD). Il est également détenteur de plusieurs autres certificats et brevets, notamment en Économie de développement, en Leadership, marketing et délégation ainsi qu’en Évaluation des projets d’investissement.

### Carrière professionnelle
C’est à Busmac Petroleum SPRL à Lubumbashi qu’il commence sa carrière professionnelle en 1992, où il a passé trois ans. En 1995, il rejoint le département de vente et marketing de la British American Tobacco (BAT Congo) au poste de gestionnaire. En mai 1997, il quitte BAT Congo pour la Direction générale de migration (DGM) où il occupera le poste de Chef de division jusqu’en juin 2000.
Parti au Canada, Martin Kabuya a notamment travaillé pour Statistiques Canada à Toronto entre avril et août 2001, puis pour la Chambre de commerce, d’industrie et des mines Canada-Afrique en Toronto entre fin 2001 et mai 2004.
En mai 2004, il rallie Montréal et prête ses services au RSW International comme Directeur en développement des affaires en Afrique centrale.
En fin 2006, il décide de revenir à Kinshasa. Il est dans la foulée embauché comme Chargé des missions auprès de la Haute direction à MagEnergy Inc. Il quitte ce poste en janvier 2011.

### Carrière politique
En 2011, il est élu député national dans la circonscription de Dibaya au Kasaï central sur la liste UDPS. Il est ensuite élu vice-président de la Commission défense et sécurité de l’Assemblée nationale. En 2018, il est réélu député national sur la liste AFDC-A. Il remporte également un siège de député provincial.
En avril 2019, il est élu gouverneur du Kasaï central,, poste qu’il a occupé jusqu’à sa déchéance par l’Assemblée provinciale en janvier 2021. Il a dans la foulée sollicité sa réintégration à l'Assemblée nationale.